# Baker Lake

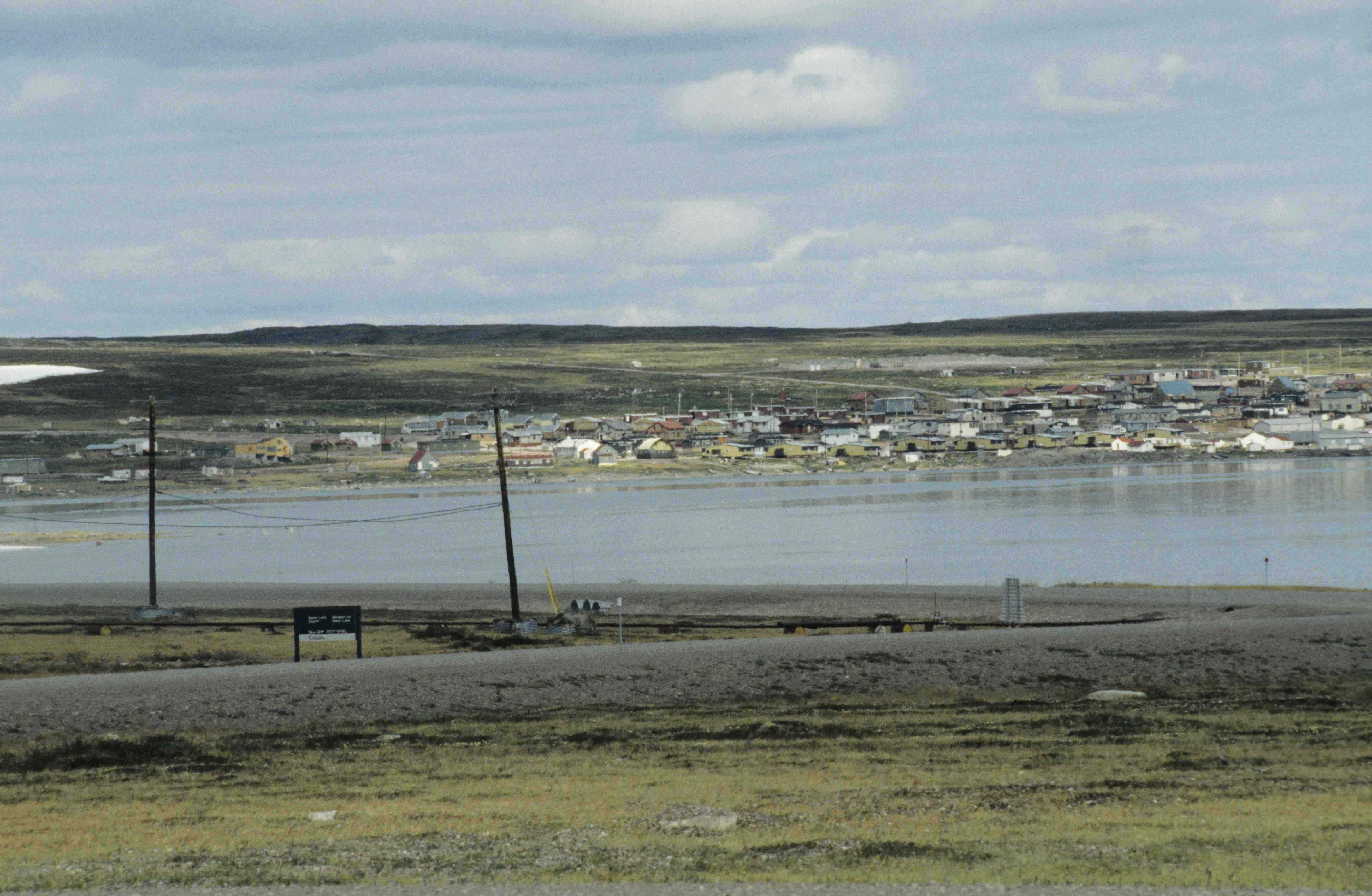
Baker Lake el 1995

Baker Lake, en inuit:Qamani’tuaq, ("on el riu s'eixampla"), és un assentament a la regió Kivalliq de Nunavut, Canadà. Es troba terra endins de la Badia de Hudson i és l'única localitat terra endins a l'àrtic del Canadà. Aquest assentament rep el seu nom anglès del capità William Christopher que el va fer en honor de Sir William Baker, 11è governador de la Companyia de la Badia de Hudson.
L'any 1946 només tenia 32 habitants dels quals 25 eren inuit. En el cens de 2006 eren 1,728 habitants amb un increment del 14,7% respecte al cens de 2001. Hi ha aproximadament 1000 miners que treballen a les mines dels voltants. Hi ha un projecte (Kiggavik Project) també per extreure urani. The mayor of Baker Lake is David Aksawnee.

## Transport
Compta amb un aeroport (Baker Lake Airport) que l'enllaça amb la propera Rankin Inlet. Hi ha vols regulars també amb Winnipeg.

## Economia
Baker Lake compta amb diversos serveis com escoles, centres de salut, dentistes, piscines, botigues de subministraments, etc. Essencialment és una població minera.
Hi ha servei de telefonia mòbil cosa poc humana en la regió de Kivalliq.
Entre la fauna salvatge hi ha el bou mesquer, caribú llebres àrtiques, llops i oques entre d'altres.

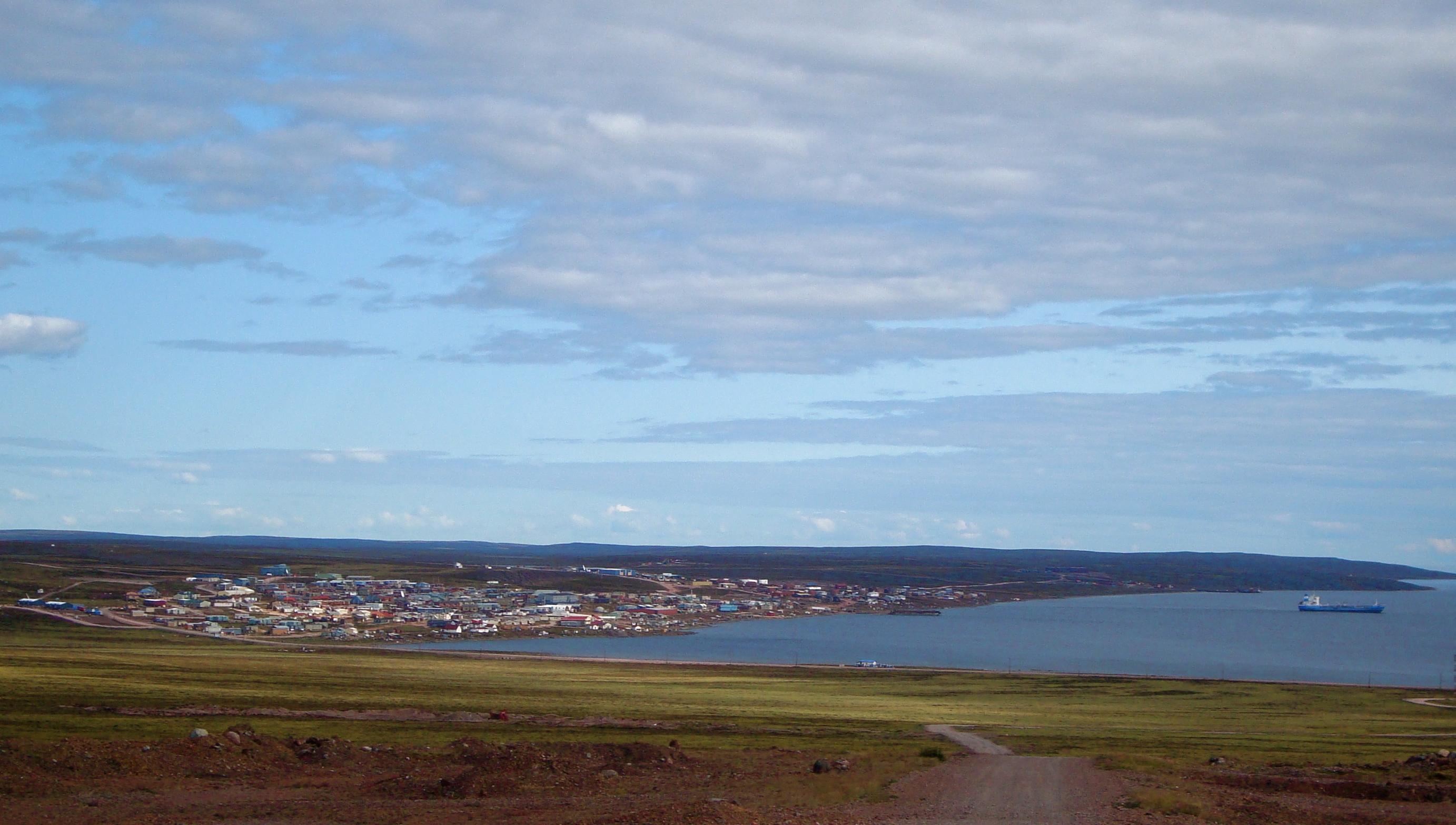
Baker Lake - tardor del 2009

## Història
El 1916, la Hudson's Bay Company hi establí un punt de comerç (trading post) al qual seguiren missioners anglicans el 1927. La Policia Muntada del Canadà, (Royal Canadian Mounted Police), ja hi era quinze anys abans que el 1930 s'hi establís oficialment. L'hospital es va fundar el 1957 i el 1958 la primera escola

## Grups inuits
A Baker Lake hi ha 11 grups inuits:

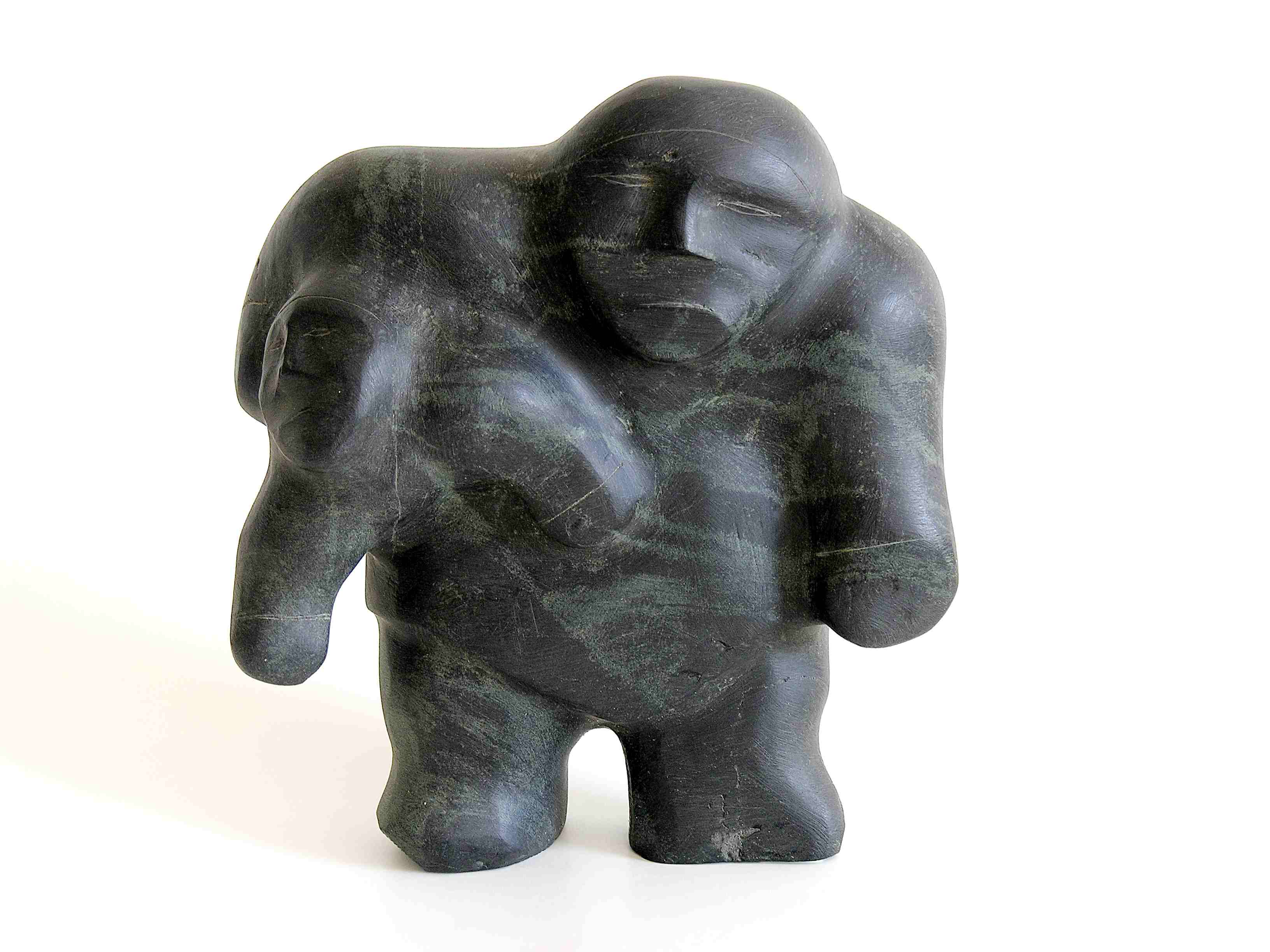
Home i nen, Serpentina (1999). Artista: Barnabus Arnasungaaq (Baker Lake, Nunavut)

- Ahiarmiut/Ihalmiut, originaris de la zona al nord del Back River i del Llac Ennadai
- Akilinirmiut, originaris dels turons d'Akiliniq, riu Thelon i altres llocs de Nunavut
- Hanningajurmiut, originaris de la zona de Garry Lake
- Harvaqtuurmiut, originaris de la zona de Kazan River
- Hauniqturmiut, originaris de Whale Cove
- Iluilirmiut/Illuilirmiut, originaris de la Península Adelelaide (Iluilik), zona de Chantrey Inlet
- Kihlirnirmiut, originaris de la zona de Garry Lake entre Bathurst Inlet, Cambridge Bay
- Natsilingmiut, originaris de la zona de Baker Lake entre Gjoa Haven, Taloyoak, Kugaaruk, Repulse Bay
- Padlermiut, originaris de la zona de Baker Lake a Arviat
- Qaernermiut, originaris del baix Thelon River, Baker Lake, Chesterfield Inlet, Corbett Inlet entre Rankin Inlet i Whale Cove
- Utkuhiksalingmiut, originaris de la zona de Back River i Gjoa Haven/Wager Bay

## Clima
El mes més fred és gener amb -35,8 °C (la mínima absoluta és de -50,6 °C) i el més càlid juliol amb +11,4 °C (la màxima absoluta és de +33,6 °C). La pluviometria anual és de 270,4 litres. Hi ha permagel i, com en totes les zones amb permagel, les cases es construeixen sobre pilons per la inestabilitat del sòl quan es desglaça a l'estiu 